# New England Patriots 2024
La stagione 2024 dei New England Patriots è stata la 55ª della franchigia nella National Football League, la 65ª complessiva e la prima e unica con Jerod Mayo come capo-allenatore.
I Patriots eguagliarono il loto bilancio di 4–13 della precedente. Nelle prime sette partite subirono sei sconfitte consecutive, un fatto che non capitava loro dal 1993. La squadra fu eliminata matematicamente dalla corsa ai playoff dopo una sconfitta con gli Indianapolis Colts. Dopo una vittoria a sorpresa su Buffalo nell'ultimo turno che costò a New England la prima scelta assoluta nel Draft NFL 2025, Jerod Mayo fu licenziato. Inoltre, dopo che i New York Jets batterono i Dolphins quello stesso giorno, i Patriots terminarono ultimi per due stagioni consecutive nella AFC East per la prima volta dal 1999 e 2000.
Questa fu la prima stagione dal 1999 senza il capo-allenatore Bill Belichick che rescisse consensualmente il contratto l'11 gennaio 2024.

## Scelte nel Draft 2024
| Scelte dei Patriots nel Draft 2024 |        |                 |       |                |
| Giro                               | Scelta | Giocatore       | Ruolo | College        |
| 1                                  | 3      | Drake Maye      | QB    | North Carolina |
| 2                                  | 37     | Ja'Lynn Polk    | WR    | Washington     |
| 3                                  | 68     | Caedan Wallace  | OT    | Penn State     |
| 4                                  | 103    | Layden Robinson | G     | Texas A&M      |
| 4                                  | 110    | Javon Baker     | WR    | UCF            |
| 6                                  | 180    | Marcellas Dial  | CB    | South Carolina |
| 6                                  | 193    | Joe Milton      | QB    | Tennessee      |
| 7                                  | 231    | Jaheim Bell     | TE    | Florida State  |

## Staff
| Staff dei New England Patriots |
| --- |
| Organi dirigenziali - Chairman/CEO – Robert Kraft - Presidente – Jonathan Kraft - Direttore del personale dei giocatori – Matt Groh - Direttore del personale professionistico – Brian Smith - Direttore degli osservatori – Eliot Wolf - Direttore degli osservatori dei professionisti – Steve Cargile - Direttore degli osservatori del college – Camren Williams - Direttore dell'amministrazione degli osservatori – Nancy Meier - Direttore del football – Berj Najarian - Direttore della ricerca – Richard Miller Capo allenatore - Capo-allenatore - Jerod Mayo - Assistente capo-allenatore – Joe Judge Altri allenatori - Preparatore atletico – Moses Cabrera - Assistente p.a. – Deron Mayo Allenatori dell'attacco - Coordinatore offensivo/quarterback – Bill O'Brien - Assistente quarterback – Evan Rothstein - Running back – Vinnie Sunseri - Wide receiver/kick returner – Troy Brown - Wide receiver – Ross Douglas - Tight end – Will Lawing - Offensive line – Adrian Klemm - Assistente offensive line – Billy Yates Allenatori della difesa - Defensive line – DeMarcus Covington - Linebacker – Steve Belichick - Linebacker – Jerod Mayo - Cornerback – Mike Pellegrino - Safety – Brian Belichick - NFL coaching fellowship/difesa – V'Angelo Bentley - NFL coaching fellowship/difesa – Keith Jones Allenatori dello special team - Coordinatore special team – Cameron Achord - Assistente special team – Joe Houston |

## Roster
| Roster dei New England Patriots |
| --- |
| Quarterback - 14 Jacoby Brissett - 10 Drake Maye - 19 Joe Milton Running Back - 21 Antonio Gibson - 39 JaMycal Hasty - 38 Rhamondre Stevenson Wide Receiver - 6 Javon Baker - 80 Kayshon Boutte - 3 Demario Douglas - 2 K.J. Osborn - 1 Ja'Lynn Polk - 11 Tyquan Thornton Tight End - 88 Jaheim Bell - 85 Hunter Henry - 81 Austin Hooper Offensive Linemen - 60 David Andrews C - 75 Demontrey Jacobs T - 51 Nick Leverett C - 59 Vederian Lowe T - 77 Chukwuma Okorafor T - 71 Michael Onwenu T - 64 Layden Robinson G - 62 Sidy Sow G - 68 Zachary Thomas T - 70 Caedan Wallace T Defensive Linemen - 95 Daniel Ekuale DT - 92 Davon Godchaux DT - 96 Eric Johnson DT - 98 Jeremiah Pharms Jr. DT - 99 Keion White DE - 91 Deatrich Wise Jr. DE Linebacker - 8 Ja'Whaun Bentley MLB - 53 Christian Elliss OLB - 52 Curtis Jacobs MLB - 33 Anfernee Jennings OLB - 50 Raekwon McMillan MLB - 48 Jahlani Tavai OLB - 55 Joshua Uche OLB - 93 Oshane Ximines OLB Defensive Back - 28 Alex Austin CB - 27 Marcellas Dial CB - 23 Kyle Dugger SS - 0 Christian Gonzalez CB - 32 Jaylinn Hawkins FS - 31 Jonathan Jones CB - 25 Marcus Jones CB - 5 Jabrill Peppers FS - 34 Dell Pettus SS - 41 Brenden Schooler FS - 22 Marco Wilson CB Special Team - 17 Bryce Baringer P - 49 Joe Cardona LS - 13 Joey Slye K Lista delle riserve - 76 Calvin Anderson T (IR) - 67 Jake Andrews C (IR) - 90 Christian Barmore DT (NF-Inj.) - 84 Kendrick Bourne WR (PUP) - 82 JaQuae Jackson WR (IR) - 15 Marte Mapu SS (IR-DRF) - 69 Cole Strange G (PUP) - 16 Sione Takitaki MLB (PUP) - 94 Armon Watts DT (IR) Squadra di allenamento - 63 Liam Fornadel G - 36 Kevin Harris RB - 29 Terrell Jennings RB - 9 Matt Landers WR - 66 Jotham Russell DE - 35 A.J. Thomas SS - 87 Mitchell Wilcox TE Roster aggiornato al 29 agosto 2024 53 attivi, 9 inattivi, 6 nella squadra di allenamento |
| Legenda - I rookie sono in corsivo. - Il primo ruolo è il principale mentre gli eventuali successivi indicano i ruoli secondari. - (IR) sta per Injured Reserve ed indica la lista ristretta per un solo giocatore infortunato che può tornare ad allenarsi dopo la settimana 6 e a rientrare in prima squadra dopo che questa ha giocato 8 partite. - (NF-Inj.) / (NF-Ill.) stanno rispettivamente per Non-Football Injured e Non-Football Illness ed indicano le liste dove viene inserito un giocatore che ha un infortunio o una malattia non dipendente dal football americano. - (PUP) sta per Physically Unable to Perform ed indica la lista dove viene inserito un giocatore mentre è in attesa di recuperare la condizione fisica. Nella stagione regolare dopo la sesta partita giocata dalla propria squadra, il giocatore ha tempo tre settimane per riprendere ad allenarsi, più tre settimane aggiuntive dal suo rientro agli allenamenti per rientrare in prima squadra. |

## Precampionato
Le gare del precampionato furono rese note insieme al calendario della stagione regolare.
| Precampionato |           |           |                         |           |        |                   |           |         |
| Settimana     | Data      | Ora (ET)  | Avversario              | Risultato | Record | Stadio            | TV        | Sintesi |
| 1             | 8 agosto  | 7:00 p.m. | Carolina Panthers       | V 17-3    | 1-0    | Gillette Stadium  | WBZ (CBS) | Sintesi |
| 2             | 15 agosto | 7:00 p.m. | Philadelphia Eagles     | S 13-14   | 1-1    | Gillette Stadium  | WBZ (CBS) | Sintesi |
| 3             | 25 agosto | 8:00 p.m. | @ Washington Commanders | S 10-20   | 1-2    | Northwest Stadium | NBC       | Sintesi |

## Stagione regolare

### Calendario
Il calendario della stagione regolare fu reso noto il 15 maggio 2024. Data e orario della gara di settimana 18 furono definiti il 29 dicembre, subito dopo lo svolgimento del diciassettesimo turno.
| Stagione regolare |                    |                    |                            |                    |                    |                          |                    |                    |
| Settimana         | Data               | Ora (ET)           | Avversario                 | Risultato          | Record             | Stadio                   | TV                 | Sintesi            |
| 1                 | 8 settembre        | 1:00 p.m.          | @ Cincinnati Bengals       | V 16-10            | 1-0                | Paycor Stadium           | CBS                | Sintesi            |
| 2                 | 15 settembre       | 1:00 p.m.          | Seattle Seahawks           | S 20-23 (DTS)      | 1-1                | Gillette Stadium         | Fox                | Sintesi            |
| 3                 | 19 settembre       | 8:15 p.m.          | @ New York Jets (M)        | S 3-24             | 1-2                | MetLife Stadium          | Prime Video        | Sintesi            |
| 4                 | 29 settembre       | 4:05 p.m.          | @ San Francisco 49ers      | S 13-30            | 1-3                | Levi's Stadium           | Fox                | Sintesi            |
| 5                 | 6 ottobre          | 1:00 p.m.          | Miami Dolphins             | S 10-15            | 1-4                | Gillette Stadium         | Fox                | Sintesi            |
| 6                 | 13 ottobre         | 1:00 p.m.          | Houston Texans             | S 21-41            | 1-5                | Gillette Stadium         | CBS                | Sintesi            |
| 7                 | 20 ottobre         | 9:30 a.m.          | @ Jacksonville Jaguars (I) | S 16-32            | 1-6                | Wembley Stadium (Londra) | NFL Network        | Sintesi            |
| 8                 | 27 ottobre         | 1:00 p.m.          | New York Jets              | V 25-22            | 2-6                | Gillette Stadium         | CBS                | Sintesi            |
| 9                 | 3 novembre         | 1:00 p.m.          | @ Tennessee Titans         | S 17-20 (DTS)      | 2-7                | Nissan Stadium           | Fox                | Sintesi            |
| 10                | 10 novembre        | 1:00 p.m.          | @ Chicago Bears            | V 19-3             | 3-7                | Soldier Field            | Fox                | Sintesi            |
| 11                | 17 novembre        | 1:00 p.m.          | Los Angeles Rams           | S 22-28            | 3-8                | Gillette Stadium         | Fox                | Sintesi            |
| 12                | 24 novembre        | 1:00 p.m.          | @ Miami Dolphins           | S 15-34            | 3-9                | Hard Rock Stadium        | CBS                | Sintesi            |
| 13                | 1º dicembre        | 1:00 p.m.          | Indianapolis Colts         | S 24-25            | 3-10               | Gillette Stadium         | CBS                | Sintesi            |
| 14                | Settimana di pausa | Settimana di pausa | Settimana di pausa         | Settimana di pausa | Settimana di pausa | Settimana di pausa       | Settimana di pausa | Settimana di pausa |
| 15                | 15 dicembre        | 4:25 p.m.          | @ Arizona Cardinals        | S 17-30            | 3-11               | State Farm Stadium       | CBS                | Sintesi            |
| 16                | 22 dicembre        | 4:25 p.m.          | @ Buffalo Bills            | S 21-24            | 3-12               | Highmark Stadium         | CBS                | Sintesi            |
| 17                | 28 dicembre        | 1:00 p.m.          | Los Angeles Chargers       | S 7-40             | 3-13               | Gillette Stadium         | NFL Network        | Sintesi            |
| 18                | 5 gennaio          | 1:00 p.m.          | Buffalo Bills              | V 23-16            | 4-13               | Gillette Stadium         | CBS                | Sintesi            |

Note:
- Gli avversari della propria division sono in grassetto.
- Il simbolo "@" indica una partita giocata in trasferta.
- (M) indica (T) il Thursday Night Football e (I) una partita delle NFL International Series.